# Präriekleid

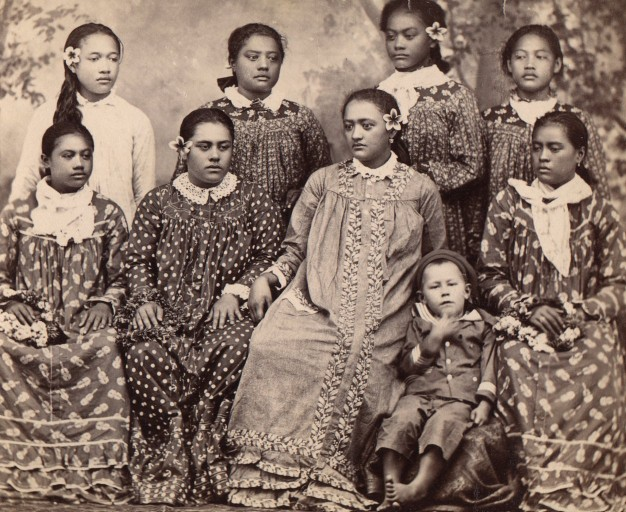
Mother Hubbard-Kleider, Tahiti, zwischen 1860 und 1879

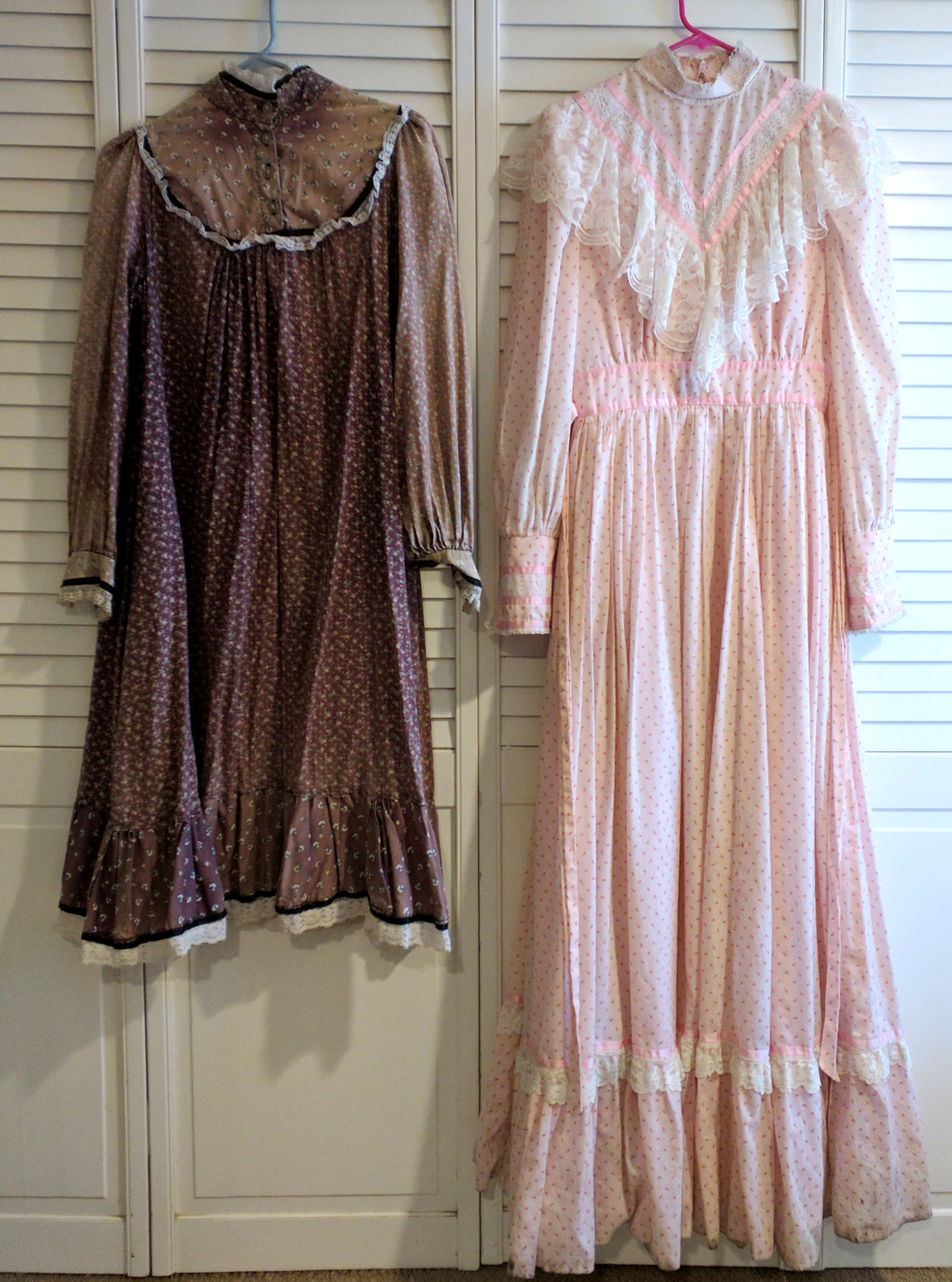
Braune und rosafarbene Präriekleider der 1970er

Ein Präriekleid (englisch Prairie dress, auch Mother-Hubbard-Kleid genannt) war in der Eroberungszeit des Wilden Westens ein locker sitzendes Kleid ohne Taille. Das Kleidungsstück war bequem, konnte in den kalten Monaten über mehreren Unterwäscheschichten getragen werden. Bei wärmerem Wetter saß es locker und kühl und diente auch als Umstandskleid während der Schwangerschaft.
Präriekleider können gerade, leicht ausgestellt oder sehr weit geschnitten sein. Oft haben sie Rüschen, Spitzen oder Volants und können über einem Unterrock getragen werden. Traditionell haben Präriekleider lange Ärmel und sind in der Regel aus einfachen Stoffen wie Denim oder geblümtem Kaliko, sie können aber auch einfarbig sein. 
Präriekleider werden oft von Frauen christlicher Kirchen getragen, die einfache Kleidung bevorzugen, wie bei der Fundamentalistische Kirche Jesu Christi der Heiligen der Letzten Tage.
Die ethnologische Sammlung der Universität Tübingen besitzt eine Kopie eines sogenannten "Mother-Hubbard-Kleides" aus Rindenbaststoff, dessen Typus in der zweiten Hälfte des 19. Jahrhunderts und am Beginn des 20. Jahrhunderts aus Baumwollstoffen hergestellt und von Missionaren auf den Inseln Ozeaniens eingeführt wurde. Diese Kleider ersetzten die Wickelröcke aus Rindenbaststoff oder auch andere Röcke aus Pflanzenfasern, da diese die Brüste der Frauen nicht bedeckten, was den Missionaren insbesondere beim Besuch der Gottesdienste anstößig erschien.